# منتظر ماجد
منتظر ماجد (انگلیسی: Montader Madjed؛ زادهٔ ۲۴ آوریل ۲۰۰۵) بازیکن فوتبال متولد سوئد اهل عراق است.
از باشگاه‌هایی که در آن بازی کرده‌است می‌توان به باشگاه فوتبال هامارابی اشاره کرد.
وی همچنین در تیم‌های ملی فوتبال زیر ۱۷ سال سوئد، زیر ۱۹ سال سوئد و عراق بازی کرده‌است.